# Prisão de Landsberg

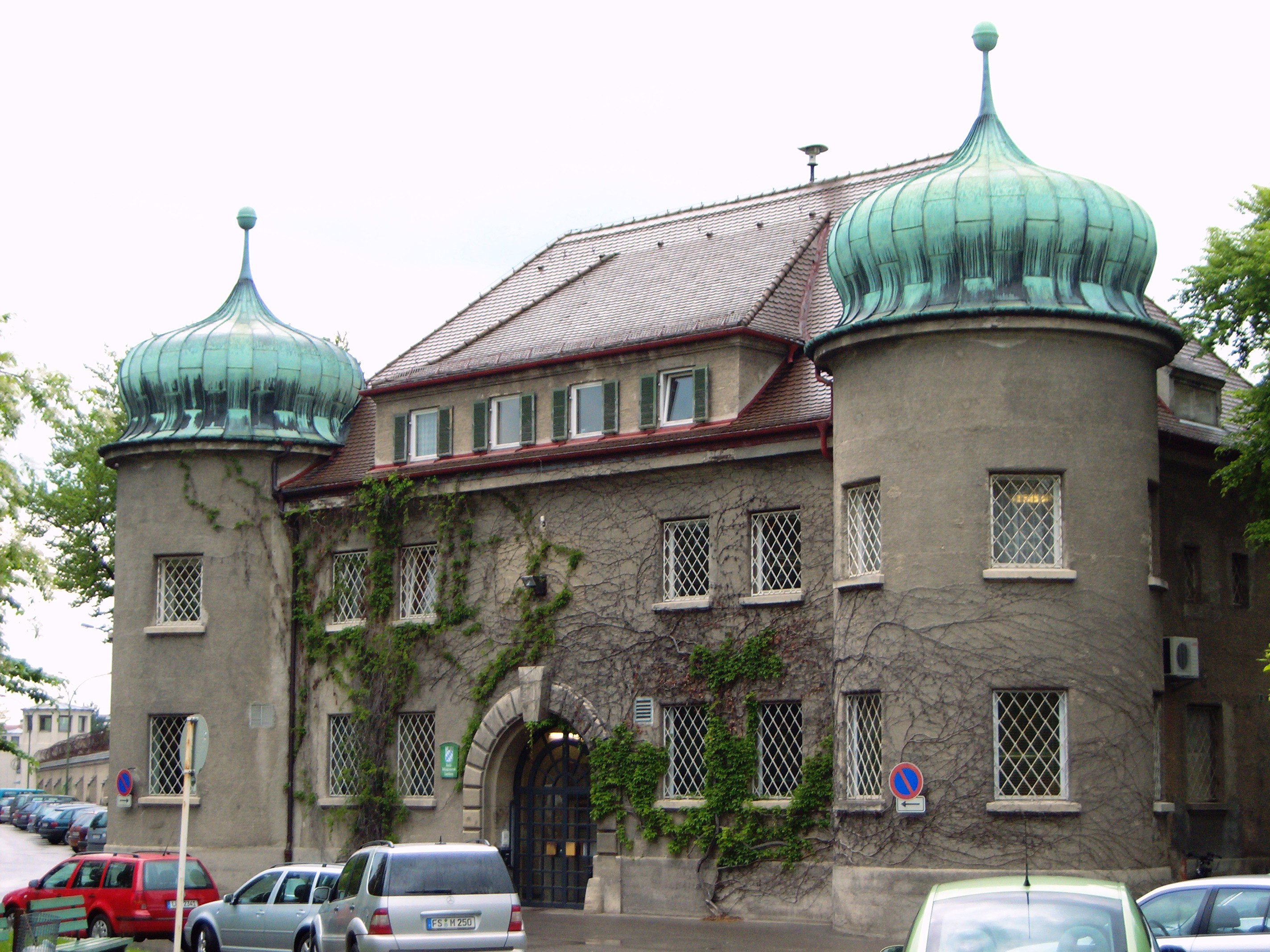
Prisão de Landsberg

A prisão de Landsberg (em alemão:  Justizvollzugsanstalt Landsberg) é uma prisão da Alemanha.
A prisão tem uma área de mais de 6 hectares. Tem capacidade de manter 565 bem como outros 109 condenados em prisão aberta na prisão de Rothenfeld na comunidade de Andechs e outros 58 em duas construções em Landsberg am Lech.

## História
A prisão foi construída em 1908 com cisão de partes da prisão de Ebrach como Staatliche Gefangenenanstalt Landsberg a. Lech, com projeto do arquiteto Hugo von Höfl.
Após a Primeira Guerra Mundial foi construída uma fortaleza. O primeiro prisioneiro foi Anton Graf von Arco auf Valley, que em fevereiro de 1919 matou o ministro presidente da Baviera Kurt Eisner. Em 1923/24 Adolf Hitler ficou preso durante 264 dias.

#### Presos conhecidos
- Anton Graf von Arco auf Valley

Por participação no Hitlerputsch:
- Adolf Hitler, 1923/24, onde escreveu o Mein Kampf

| - Karl Fiehler - Rudolf Hess - Adolf Hühnlein | - Hermann Kriebel - Emil Maurice - Ernst Pöhner | - Gregor Strasser - Julius Streicherr - Friedrich Weber |

### Época do Nacionalsocialismo
Na época nazista foram presos em Landsberg:
| - Julius von Jan - Rupert Mayer | - Fritz Pröll | - Thomas Wimmer |

### Prisão dos Criminosos de Guerra No. 1

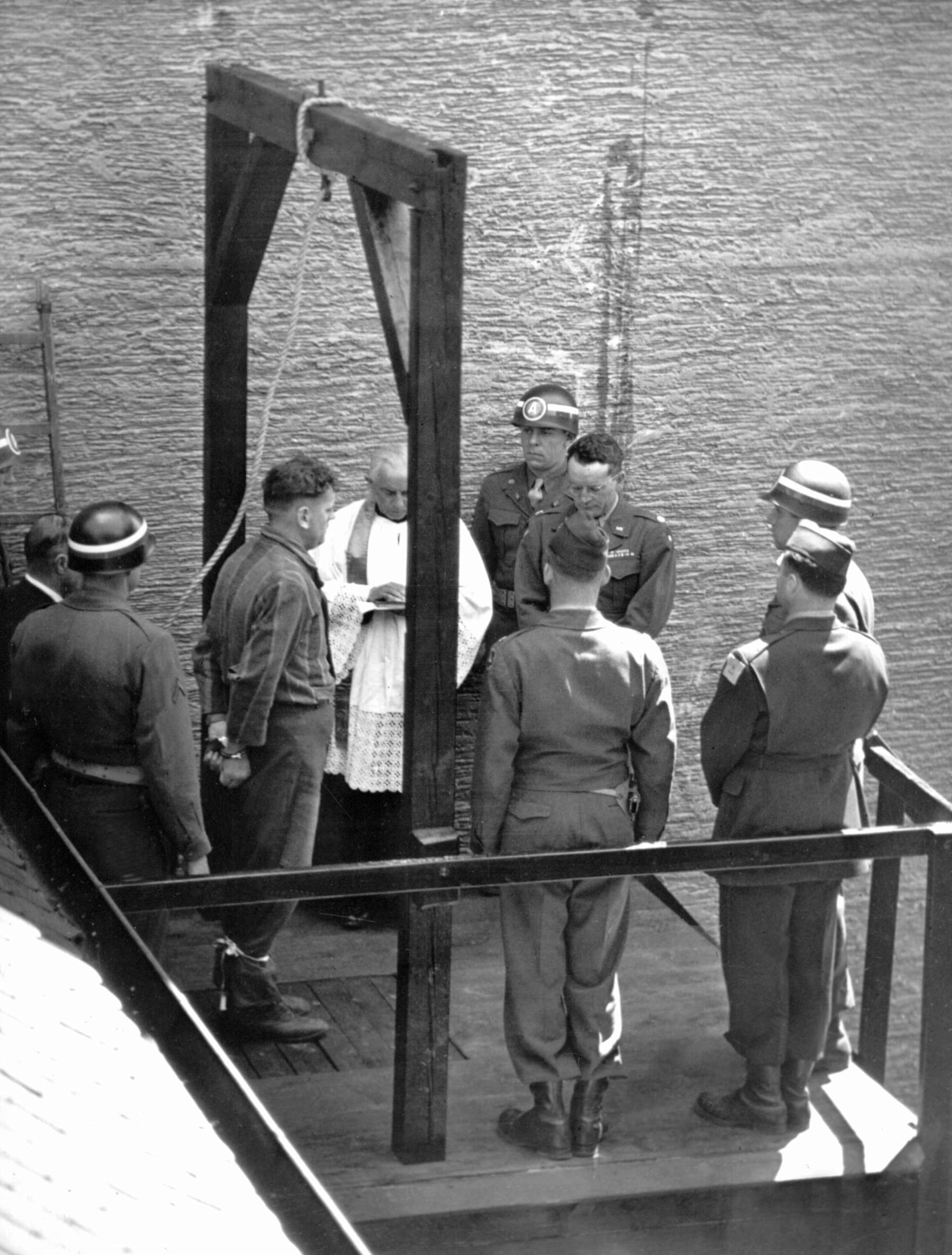
O religioso da prisão Karl Morgenschweis ora para o condenado à morte (1946)

Após o final da Segunda Guerra Mundial na Europa o Exército dos Estados Unidos organizou a partir de 1 de janeiro de 1947 na prisão de Landsberg a War Criminal Prison No. 1 (em alemão Kriegsverbrechergefängnis Landsberg am Lech).
Neste local foram executadas prisões e penas de morte de diversos processos contra criminosos de guerra alemães:
- Processos de Dachau, dentre eles:
  - Fliegerprozesse
  - Processo de Malmedy
- Processos de Nuremberg, dentre eles:
  - Processo contra os médicos
  - Processo Einsatzgruppen
  - Processo Krupp
  - Processo contra o Alto Comando
  - Processo RuSHA
  - Processo Wilhelmstraßen
  - Processo Pohl

Em Landsberg foram executadas 259 condenados por enforcamento e 29 por fuzilamento. Apesar de após ser fundada a Alemanha Ocidental em maio de 1949 ter sido extinguida a pena de morte, em Landsberg continuaram a ser executados condenados. A última execução oficial ocorreu em 7 de junho de 1951.
Diversos prisioneiros proeminentes - por exemplo Alfried Krupp von Bohlen und Halbach e Wilhelm Speidel - foram libertados já em 1951.
Sete condenados à morte foram executados em 7 de junho de 1951:
- Oswald Pohl, condenado no Processo Pohl
- quatro dos condenados no Processo Einsatzgruppen: Otto Ohlendorf, Erich Naumann, Paul Blobel e Werner Braune
- dois condenados nos Processos de Dachau, Hans-Theodor Schmidt e Georg Schallermair.

Alguns dos executados foram sepultados no "Spöttinger Friedhof" (cemitério da prisão), sendo outros sepultados por seus familiares em seus locais de origem. Em 2003 o cemitério da prisão foi desfeito pelo estado da Baviera e as placas de identificação dos túmulos foram removidas sob fortes protestos.
Outras prisões decretadas pela justiça dos Estados Unidos incluem:
- Heinrich Bütefisch
- Sepp Dietrich
- Hellmuth Felmy
- Otto Hofmann
- Karl-Adolf Hollidt
- Hermann Hoth
- Waldemar Klingelhöfer
- Alfried Krupp von Bohlen und Halbach
- Hans Heinrich Lammers
- Wilhelm List
- Erhard Milch
- Martin Sandberger
- Ferdinand Schörner (por causa das sentenças de morte que pronunciou no final da guerra)
- Anton Slupetzky
- Gustav Adolf Steengracht von Moyland
- Otto Steinbrinck
- Walter Warlimont
- Bernhard Weiß

### Justizvollzugsanstalt
Desde 1959 as instalações são operadas como Instituição correcional. Desde então dentre alguns dos presos proeminentes ou conhecidos constam:
- Hannsheinz Porst, traição
- Günter Maschke, Recusa de serviço militar alternativo
- Helg Sgarbi, Betrug e tentativa de extorsão da empresária Susanne Klatten[2]
- Michael Graeter, Crimes de insolvência e quebra de confiança
- Bela Ewald Althans, agitador
- Karl-Heinz Wildmoser junior, corrupção e infidelidade
- Josef Müller, Consultor de investimentos[3]
- Uli Hoeneß, desportista futebolístico, fraude fiscal